# مارکت زانکت مارتین
مارکت زانکت مارتین (به آلمانی: Markt Sankt Martin) یک منطقهٔ مسکونی در اتریش است که در ناحیه اوبرپولندورف واقع شده‌است. مارکت زانکت مارتین ۱٬۱۶۷ نفر جمعیت دارد.